# Кебас
Кеба́с (рос. Кебас) — присілок у складі Грязовецького району Вологодської області, Росія. Входить до складу Ростиловського сільського поселення.

## Населення
Населення — 2 особи (2010; 0 у 2002).